# Biotechnologie, Agronomie, Société et Environnement
La revue BASE (Biotechnologie, Agronomie, Société et Environnement) est une revue multidisciplinaire, en libre accès (édition scientifique) et avec comité de lecture qui publie des articles, des synthèses bibliographiques et des notes de recherche en français et en anglais en agronomie (au sens large).
BASE est la revue officielle de Gembloux Agro-Bio Tech (ULiège) et du CRA-W (Centre Wallon de recherche agronomique de Gembloux). Elle fait suite au Bulletin de l'Institut Agronomique et des Stations de Recherches de Gembloux édité de 1932 à 1965 et du Bulletin des Recherches Agronomiques de Gembloux édité de 1966 à 1995.
La version imprimée de BASE est envoyée dans 80 pays différents (elle devrait être supprimée début 2019). La majorité de ces envois (200) le sont sur base d'un échange, les autres envois sont des abonnements, des dons ou des envois pour recension dans les bases de données. Il y a par ailleurs deux versions électroniques en libre accès (édition scientifique). Une au format PDF sur le site des Presses agronomiques de Gembloux et une au format HTML sur le site PoPuPS, le portail des revues scientifiques de l'ULiège Library.
Du côté des auteurs, 46 % des articles publiés n'ont aucun auteur membre de la communauté scientifique de Gembloux (les deux institutions citées plus haut). Le Comité de lecture est quant à lui composé à 43 % de scientifiques extérieurs à cette communauté.
La revue BASE est membre de COPE (Committee on Publication Ethics). Elle est reprise dans le Science Citation Index et le Journal Citation Reports depuis 2008. Le dernier facteur d'impact publié (2017) est de 0,795. Début 2018, Scopus a enregistré 1076 citations d'articles publiés par BASE entre 2011 et 2017 (344 articles publiés). Le CiteScore 2017 est de 0,93. Enfin, le H-5 index (2017) de Google Scholar Metrics est de 14 et place BASE au début du TOP 100 H5 Index Francophone.
BASE est indexée dans plusieurs autres bases de données importantes dont AGRIS, BIOSIS, CAB-I, Environment Complete, Scopus et le DOAJ. Cependant, cette visibilité de BASE et son inclusion dans le Web of Science attire un nombre croissant d'auteurs et le nombre de manuscrits est en croissance constante.